# Teoría de cuerdas de Tipo I
En física teórica, la teoría de cuerdas Tipo I es una de las cinco teorías de supercuerdas (teorías de supercuerdas consistentes con supersimetría) en 10 dimensiones.  Fue desarrollada por Michael B. Green y John H. Schwarz en 1984, al descubrir que las anomalías de la teoría de cuerdas de Tipo I se cancelaban añadiendo una supersimetría SO(32), lo que provocó la "primera revolución de supercuerdas". Es la única cuyas cuerdas son no orientadas (ambas orientaciones de una cuerda son equivalentes) y que, a diferencia del resto de teorías de supercuerdas, contiene no solamente cuerdas cerradas sino también cuerdas abiertas.

## Historia
El clásico trabajo de 1976 de Ferdinando Gliozzi, Joel Scherk y David Olive cimentaron el camino hacia un entendimiento sistemático de las reglas detrás del espectro de cuerdas en los casos en los que sólo están presentes cuerdas cerradas a través de invariancia modular, pero, llamativamente, no orientaron su trabajo hacia un progreso similar en lo referente a cuerdas cerradas, a pesar del hecho de que la discusión original estuvo basada en la teoría de cuerdas tipo I.
Tal como fue propuesto inicialmente por Augusto Sagnotti en 1987, la teoría de cuerdas tipo I se puede considerar como una orientación para la Teoría de cuertas tipo IIB, con 32 medias D9-Branas agregadas en el vacío para cancelar varias anomalías.
En bajas energías, la teoría de cuerdas tipo I es descripta por la supergravedad N=1 (supergavedad tipo I) en diez dimensiones acopladas al SO(32) supersimetría de la teoría Yang-Mills. El descubrimiento en 1984 de Michael Green y de John H. Schwarz de que las anomalías en la teoría de cuerdas tipo I se cancela, provocó la primera revolución de supercuerdas. De todas formas, una clave apropiada de esos modelos, demostrada por A. Sagnotti en 1992, es que en general el mecanismo Green-Schwarz tiene una forma más general, e involucra dos severas formas en el mecanismo de cancelación.
La relación entre la teoría de cuerdas tipo IIB y la teoría de cuerdas tipo I implica una gran cantidad de consecuencias, ambas en diez y en menos dimensiones, que fueron desplegadas por el grupo Teoría de Cuerdas en la Universidad de Roma "Tor Vergata" al comienzo de la década de 1990. Inició el camino hacia la construcción de nuevas clases de espectros de cuerdas con y sin supersimetría. El trabajo de Joseph Polchinski en D-branes proveyó una interpretación geométrica para estos resultados en términos de objetos extendidos.

## Características
Incluye cuerdas abiertas y cerradas propagándose en un espacio-tiempo plano de 10D (9+1). Es la única teoría de cuerdas con hojas de universo (plane worldsheet) no-orientables, lo que significa que las cuerdas abiertas y las cerradas son no-orientables. También es la única en donde las cuerdas cerradas pueden romperse para originar cuerdas abiertas. Presenta D-branas, también tanto abiertas como cerradas, que tienen 1, 5 y 9 dimensiones espaciales.
Presenta un grado de supersimetría N=1 (por esta razón, se denomina "Tipo I"). La teoría es quiral ya que las partículas levógiras y destrógiras son iguales (imágenes especulares).
Presenta el grupo simetría (grupo Gauge) de norma SO(32) = grupo especial ortogonal de rotaciones en 32 dimensiones (internas). Este tipo de notación es un poco confusa, ya que las teorías perturbativas de curvas tienen muchas más simetrías (i.e., grupos de simetrías), y el grupo SO(32) es sólo uno de ellos. La importancia de este grupo en particular es que gracias al mismo, la teoría no posee anomalías quirales. Presenta 16 supercargas.
Su teoría efectiva a bajas energías es una Supergravedad (SUGRA) Tipo I de simetría SO(32) y de 10D.

## Dualidades y otras relaciones de simetría
A diferencia de otras, la teoría de cuerdas Tipo I incluyen cuerdas cerradas y abiertas que permiten tener interacciones de la clase deseada. Sin embargo, se vio en seguida que estas cuerdas parecían inconsistentes con la mecánica cuántica, ya que adolecían de anomalías. El panorama cambió en 1984, cuando Michael Green y John Schwarz demostraron que las teorías de supercuerdas de Tipo I están libres de anomalías para determinada clase de interacciones con bosones intermediarios correspondientes a una simetría denominada SO(32). Significa que, en bajas energías, la teoría de cuerdas de tipo I es descrita por la supergravedad N=1 (supergravedad del tipo I) en 10 dimensiones acoplada a la teoría de Yang-Mills supersimétrica SO(32).  El descubrimiento en 1984 de Michael Green y John Schwarz de la cancelación de las anomalías en la teoría de cuerdas de tipo I disparó la primera revolución de supercuerdas.
Como propuso por primera vez Augusto Sagnotti en 1987, la teoría de cuerdas de tipo I puede ser obtenido como orientifold de la teoría de cuerdas del tipo IIB, con 32 medias-D9-branas agregadas en el vacío para cancelar varias anomalías.
Las cuerdas Tipo I son también duales-S a la cuerda Heterótica SO(32): una cuerda Tipo I con constante de acoplamiento g pequeño (interacción Φ débil) es equivalente a la cuerda heterótica SO(32) con constante de acoplamiento 1/g (acoplo grande, mejor dicho, (interacción Φ fuerte). Esta simetría de dualidad fue descubierta por Edward Witten en 1990.
En los años 90 se observó que la teoría de cuerdas de tipo I con la constante de acoplamiento de cuerda g  es equivalente a la cuerda heterótica SO(32) con el acoplamiento 1/g.  Esta equivalencia se conoce como dualidad-S.